# Kolecsányi Kálmán
Kolecsányi Kálmán (Nagyvezekény, 1886. december 15. – Miskolc, 1960. december 18.) - kertészeti szakember.

## Életrajza
A Bars vármegyei Nagyvezekényben született 1886. december 15-én. Apja Kolecsányi Géza körjegyző volt. 1903–1907 között végezte a Kertészeti Tanintézetet. 1909-tőt 1926-ig az intézet díszkertészeti osztályát vezette és a dísznövénytermesztést oktatta. 1926-tól a közoktatásügyi minisztériumhoz tartozó intézmények kertészéti szakfelügyelője volt. 1936-tól a Hangya Szövetkezet Kertgazdasági osztályán, majd a miskolci Kertészeti Vállalatnál működött. 
74 évesen Miskolcon érte a halál 1960. december 18-án.

## Munkássága
Jelentős érdemeket szerzett 1947-ben Szabolcs-Szatmár megyében a kaliforniai pajzstetű elleni védelem sikeres megszervezésében.